# Landtagswahl im Saarland 2022
- SPD: 29
- CDU: 19
- AfD: 3

- Regierung: 29
- Opposition: 22

Die Wahl zum 17. Landtag des Saarlandes fand am 27. März 2022 statt.
Die SPD gewann stark an Stimmen hinzu und erreichte mit 43,5 % der Stimmen ihr bestes Ergebnis seit der Landtagswahl 1999. Die CDU unter Ministerpräsident Tobias Hans verlor hingegen über ein Viertel ihrer Stimmen und holte mit 28,5 % das zweitschlechteste Ergebnis ihrer Geschichte ein. Neben den beiden Parteien der bisherigen Großen Koalition schaffte einzig die AfD den Einzug in das Landesparlament. Die Linke verlor den Großteil ihrer Wähler und schied aus. Bündnis 90/Die Grünen und die FDP verpassten die Fünf-Prozent-Hürde trotz Zugewinnen knapp.
Im 17. Landtag des Saarlandes verfügt die SPD über eine absolute Mehrheit der Mandate und bildete daher das Kabinett Rehlinger unter der bisherigen Ministerin für Wirtschaft, Arbeit, Energie und Verkehr Anke Rehlinger.

## Organisation

Landtagswahlkreise

### Wahlrecht
Im Saarland werden die Abgeordneten in allgemeiner, gleicher, unmittelbarer, geheimer und freier Wahl für fünf Jahre nach den Grundsätzen einer Verhältniswahl gewählt.
Wahlberechtigt sind alle Deutschen, die am Wahltag das achtzehnte Lebensjahr vollendet haben, seit mindestens drei Monaten im Saarland eine Wohnung innehaben oder sich sonst gewöhnlich dort aufhalten und nicht vom Wahlrecht ausgeschlossen sind.

### Wahlmodus
Jeder Wähler kann nur eine Stimme abgeben. Mit dieser Stimme kann eine Partei oder Wählergruppe gewählt werden, deren Kandidaten von den Parteien und Wählergruppen auf Listenwahlvorschlägen aufgestellt wurden. Diese Listenwahlvorschläge können als Kreiswahlvorschläge für die drei Wahlkreise und als Landeswahlvorschlag für das Saarland aufgestellt werden. Ein Landeswahlvorschlag darf nur zugelassen werden, wenn auch mindestens ein Kreiswahlvorschlag für einen der drei Landeswahlkreise zugelassen wurde.
Für die Sitzverteilung gilt eine Sperrklausel von 5 % der gültigen Stimmen im Land. 41 Sitze werden nach dem d’Hondtschen Höchstzahlverfahren auf die Kreiswahlvorschläge der Parteien und Wählergruppen verteilt. Auf Landesebene werden die 51 Sitze ebenfalls nach dem d’Hondtschen Höchstzahlverfahren proportional auf die Parteien und Wählergruppen verteilt. Stehen der Partei oder Wählergruppe mehr Sitze zu, als ihren Kreiswahlvorschlägen zugeteilt wurden, erhält sie die restlichen Sitze über ihren Landeswahlvorschlag. Ist kein Landeswahlvorschlag vorhanden, werden die restlichen Sitze stattdessen auf ihre Kreiswahlvorschläge durch fortgesetzte Anwendung des d’Hondtschen Höchstzahlverfahrens verteilt.

## Ausgangslage

### Vorherige Wahl 2017
Die CDU gewann bei der Wahl 2017 an Stimmen hinzu und wurde mit über 40 Prozent deutlich stärkste Partei, gefolgt von der SPD mit knapp unter 30 Prozent. Die Linke verteidigte trotz leichter Verluste die Stellung als drittstärkste Kraft. Die AfD konnte bei erstmaliger Teilnahme mit 6,2 Prozent den Landtag erreichen, was weder den Grünen noch der FDP gelang.
Nach der Wahl wurde erneut eine schwarz-rote Koalition gebildet, die auf 41 der 51 Landtagssitze zurückgreifen konnte; dies war während ihrer Regierungszeit die deutlichste Mehrheit einer Landesregierung in allen 16 deutschen Landesparlamenten. Ministerpräsidentin blieb Annegret Kramp-Karrenbauer.
Am 1. März 2018 wurde Tobias Hans (CDU) zum neuen Ministerpräsidenten gewählt, da Kramp-Karrenbauer CDU-Generalsekretärin wurde und daraufhin ihren Rücktritt als Ministerpräsidentin erklärte.

### Im Landtag vertretene Fraktionen
| Fraktion | Fraktion                                    | Sitze 2017 | Sitze 2022 |
| -------- | ------------------------------------------- | ---------- | ---------- |
|          | Christlich Demokratische Union Deutschlands | 24         | 24         |
|          | Sozialdemokratische Partei Deutschlands     | 17         | 17         |
|          | Die Linke                                   | 7          | 5          |
|          | Alternative für Deutschland                 | 3          | 2          |
|          | Saar-Linke                                  | —          | 2          |
|          | Fraktionslos                                | —          | 1          |

## Parteien und Kandidaten
Wahlvorschläge konnten bis zum 20. Januar 2022 eingereicht werden. Für einen Kreiswahlvorschlag mussten mindestens 300 Unterstützungsunterschriften vorgelegt werden. Diese Hürde wurde wegen der Corona-Pandemie auf 150 pro Wahlkreis gesenkt. Parteien, die im Landtag oder im Bundestag vertreten waren, benötigten keine Unterstützungsunterschriften.
Insgesamt traten 18 Parteien und Wählergruppen an, davon 13 mit Kreiswahlvorschlägen in allen drei Wahlkreisen. Eine Partei oder Wählergruppe war in einem Wahlkreis nicht wählbar, wenn sie dort keinen zugelassenen Kreiswahlvorschlag hatte. Der Landeswahlvorschlag der AfD wurde von eigenmächtig eingesetzten Vertrauensleuten der Partei rechtswirksam zurückgezogen, was parteiinterne Querelen nach sich zog. Hatte eine Partei oder Wählergruppe keinen Landeswahlvorschlag, wurden die Sitze auf ihre Kreiswahlvorschläge verteilt.
Die SPD mit Spitzenkandidatin Anke Rehlinger schloss vor der Wahl eine Koalition mit der Linkspartei aus und befürwortete die Fortsetzung einer Großen Koalition mit der CDU.
Die Spitzenkandidaten der Landes- und Kreiswahlvorschläge waren (in der Reihenfolge der Wahlvorschläge auf den Stimmzetteln):
| Partei/ Wählergruppe                          | Landes- wahlvorschlag    | Kreiswahlvorschläge   | Kreiswahlvorschläge      | Kreiswahlvorschläge   |
| Partei/ Wählergruppe                          | Landes- wahlvorschlag    | Wahlkreis Saarbrücken | Wahlkreis Saarlouis      | Wahlkreis Neunkirchen |
| --------------------------------------------- | ------------------------ | --------------------- | ------------------------ | --------------------- |
| CDU                                           | Tobias Hans              | Peter Strobel         | Raphael Schäfer          | Stephan Toscani       |
| SPD                                           | Anke Rehlinger           | Ulrich Commerçon      | Anke Rehlinger           | Sebastian Thul        |
| Die Linke                                     | Barbara Spaniol          | Birgit Huonker        | Dagmar Ensch-Engel       | Barbara Spaniol       |
| AfD                                           | –                        | Josef Dörr            | Carsten Becker           | Christoph Schaufert   |
| Grüne                                         | Lisa Becker              | Anne Lahoda           | Kiymet Göktas            | Lisa Becker           |
| FDP                                           | Angelika Hießerich-Peter | Roland König          | Angelika Hießerich-Peter | Marcel Mucker         |
| Familie                                       | Albrecht Hauck           | Amon Gadell           | Helmut Antis             | Albrecht Hauck        |
| Piraten                                       | Klaus Schummer           | –                     | Ralf Petermann           | Klaus Schummer        |
| Freie Wähler                                  | Uwe Kammer               | Nadine Puhl           | Uwe Kammer               | Axel Kammerer         |
| dieBasis                                      | Hans-Theo Both           | Jörg Bur              | Hans-Theo Both           | Ute Weisang           |
| bunt.saar                                     | Werner Ried              | Undine Löhfelm        | Heike Hanson             | Armin König           |
| ÖDP                                           | Claus Jacob              | –                     | Philipp-Noah Groß        | Claus Jacob           |
| Die Humanisten                                | Leonie Neu               | Fabian Grünewald      | –                        | –                     |
| Die PARTEI                                    | Michael Franke           | Michael Franke        | Jimmy Both               | Christian Weber       |
| Gesundheitsforschung                          | Maximilian Kirsch        | –                     | –                        | Maximilian Kirsch     |
| Tierschutzpartei                              | Thomas Weber             | Klaus Stockum         | Pia Bauer                | Thomas Weber          |
| SGV – Solidarität, Gerechtigkeit, Veränderung | Claudia Wentz            | –                     | –                        | Claudia Wentz         |
| Volt Deutschland                              | Sarah Hamm               | Sarah Hamm            | Rainer Folz              | Martin Duda           |

#### Verlauf

Umfragewerte von der Landtagswahl 2017 und der Landtagswahl 2022

## Umfragen

### Sonntagsfrage
| \| Institut \| Datum \| CDU \| SPD \| Linke \| AfD \| Grüne \| FDP \| Sonst. \| \| ------------------- \| ---------- \| ---- \| ---- \| ----- \| ---- \| ----- \| --- \| ------ \| \| Infratest dimap[12] \| 16.02.2022 \| 29 % \| 38 % \| 5 % \| 8 % \| 6 % \| 6 % \| 8 % \| \| INSA[12] \| 28.01.2022 \| 30 % \| 35 % \| 7 % \| 7 % \| 8 % \| 6 % \| 7 % \| \| Infratest dimap[12] \| 24.11.2021 \| 28 % \| 33 % \| 6 % \| 9 % \| 8 % \| 8 % \| 8 % \| \| INSA[12] \| 21.07.2021 \| 36 % \| 27 % \| 7 % \| 6 % \| 9 % \| 7 % \| 8 % \| \| INSA[12] \| 11.05.2021 \| 31 % \| 22 % \| 14 % \| 6 % \| 15 % \| 7 % \| 6 % \| \| Infratest dimap[12] \| 11.11.2020 \| 40 % \| 22 % \| 11 % \| 8 % \| 12 % \| 3 % \| 4 % \| \| INSA[12] \| 10.12.2019 \| 36 % \| 24 % \| 11 % \| 7 % \| 15 % \| 4 % \| 3 % \| \| Infratest dimap[12] \| 08.05.2019 \| 37 % \| 25 % \| 12 % \| 8 % \| 11 % \| 4 % \| 3 % \| \| Infratest dimap[12] \| 21.06.2018 \| 35 % \| 26 % \| 12 % \| 15 % \| 6 % \| 4 % \| 2 % \| |            |      |      |       |      |       |     |        |
| Institut | Datum      | CDU  | SPD  | Linke | AfD  | Grüne | FDP | Sonst. |
| Infratest dimap | 16.02.2022 | 29 % | 38 % | 5 %   | 8 %  | 6 %   | 6 % | 8 %    |
| INSA | 28.01.2022 | 30 % | 35 % | 7 %   | 7 %  | 8 %   | 6 % | 7 %    |
| Infratest dimap | 24.11.2021 | 28 % | 33 % | 6 %   | 9 %  | 8 %   | 8 % | 8 %    |
| INSA | 21.07.2021 | 36 % | 27 % | 7 %   | 6 %  | 9 %   | 7 % | 8 %    |
| INSA | 11.05.2021 | 31 % | 22 % | 14 %  | 6 %  | 15 %  | 7 % | 6 %    |
| Infratest dimap | 11.11.2020 | 40 % | 22 % | 11 %  | 8 %  | 12 %  | 3 % | 4 %    |
| INSA | 10.12.2019 | 36 % | 24 % | 11 %  | 7 %  | 15 %  | 4 % | 3 %    |
| Infratest dimap | 08.05.2019 | 37 % | 25 % | 12 %  | 8 %  | 11 %  | 4 % | 3 %    |
| Infratest dimap | 21.06.2018 | 35 % | 26 % | 12 %  | 15 % | 6 %   | 4 % | 2 %    |

| Institut        | Datum      | CDU  | SPD  | Linke | AfD  | Grüne | FDP | Sonst. |
| --------------- | ---------- | ---- | ---- | ----- | ---- | ----- | --- | ------ |
| Infratest dimap | 16.02.2022 | 29 % | 38 % | 5 %   | 8 %  | 6 %   | 6 % | 8 %    |
| INSA            | 28.01.2022 | 30 % | 35 % | 7 %   | 7 %  | 8 %   | 6 % | 7 %    |
| Infratest dimap | 24.11.2021 | 28 % | 33 % | 6 %   | 9 %  | 8 %   | 8 % | 8 %    |
| INSA            | 21.07.2021 | 36 % | 27 % | 7 %   | 6 %  | 9 %   | 7 % | 8 %    |
| INSA            | 11.05.2021 | 31 % | 22 % | 14 %  | 6 %  | 15 %  | 7 % | 6 %    |
| Infratest dimap | 11.11.2020 | 40 % | 22 % | 11 %  | 8 %  | 12 %  | 3 % | 4 %    |
| INSA            | 10.12.2019 | 36 % | 24 % | 11 %  | 7 %  | 15 %  | 4 % | 3 %    |
| Infratest dimap | 08.05.2019 | 37 % | 25 % | 12 %  | 8 %  | 11 %  | 4 % | 3 %    |
| Infratest dimap | 21.06.2018 | 35 % | 26 % | 12 %  | 15 % | 6 %   | 4 % | 2 %    |

### Direktwahl Ministerpräsident
| Institut                | Datum      | Tobias Hans (CDU) | Anke Rehlinger (SPD) |
| ----------------------- | ---------- | ----------------- | -------------------- |
| Forschungsgruppe Wahlen | 24.03.2022 | 30 %              | 57 %                 |
| INSA                    | 19.03.2022 | 29 %              | 37 %                 |
| Forschungsgruppe Wahlen | 18.03.2022 | 31 %              | 52 %                 |
| Infratest dimap         | 17.03.2022 | 33 %              | 49 %                 |
| Infratest dimap         | 16.02.2022 | 34 %              | 49 %                 |
| Infratest dimap         | 24.11.2021 | 39 %              | 42 %                 |
| Infratest dimap         | 11.11.2020 | 52 %              | 32 %                 |
| Infratest dimap         | 08.05.2019 | 39 %              | 37 %                 |
| Infratest dimap         | 21.06.2018 | 39 %              | 41 %                 |

### Bewertung möglicher Koalitionen
Die Werte der Umfragen geben die Meinung der Befragten wieder, welche der abgefragten Koalitionen sie als gut bzw. als schlecht bewerten. Die fehlenden Werte zu 100 % machten keine Angabe.
| Institut        | Datum      | Bewertung | SPD CDU                 | SPD CDU    | CDU SPD | CDU SPD | SPD Grüne FDP | SPD Grüne FDP | SPD Grüne FDP | SPD Linke Grüne | SPD Linke Grüne | SPD Linke Grüne | SPD Linke | SPD Linke | CDU Grüne FDP | CDU Grüne FDP | CDU Grüne FDP | SPD Grüne | SPD Grüne | SPD FDP | SPD FDP |      |   |   |
| --------------- | ---------- | --------- | ----------------------- | ---------- | ------- | ------- | ------------- | ------------- | ------------- | --------------- | --------------- | --------------- | --------- | --------- | ------------- | ------------- | ------------- | --------- | --------- | ------- | ------- | ---- | - | - |
| Institut        | Datum      | Bewertung | Forschungsgruppe Wahlen | 18.03.2022 | gut     | 48 %    | 48 %          | 34 %          | 34 %          | 31 %            | 31 %            | 31 %            | 19 %      | 19 %      | 19 %          | -             | -             | 18 %      | 18 %      | 18 %    | 33 %    | 33 % | - | - |
| schlecht        | 22 %       | 22 %      | Forschungsgruppe Wahlen | 18.03.2022 | 38 %    | 38 %    | 39 %          | 39 %          | 39 %          | 61 %            | 61 %            | 61 %            | -         | -         | 59 %          | 59 %          | 59 %          | 46 %      | 46 %      | -       | -       |      |   |   |
| Infratest dimap | 17.03.2022 | gut       | 48 %                    | 48 %       | 37 %    | 37 %    | 27 %          | 27 %          | 27 %          | -               | -               | -               | -         | -         | 17 %          | 17 %          | 17 %          | 30 %      | 30 %      | 25 %    | 25 %    |      |   |   |
| Infratest dimap | 17.03.2022 | schlecht  | 47 %                    | 47 %       | 58 %    | 58 %    | 68 %          | 68 %          | 68 %          | -               | -               | -               | -         | -         | 77 %          | 77 %          | 77 %          | 65 %      | 65 %      | 69 %    | 69 %    |      |   |   |
| Infratest dimap | 16.02.2022 | gut       | 48 %                    | 48 %       | 35 %    | 35 %    | 35 %          | 35 %          | 35 %          | 23 %            | 23 %            | 23 %            | 22 %      | 22 %      | 21 %          | 21 %          | 21 %          | -         | -         | -       | -       |      |   |   |
| Infratest dimap | 16.02.2022 | schlecht  | 45 %                    | 45 %       | 59 %    | 59 %    | 60 %          | 60 %          | 60 %          | 72 %            | 72 %            | 72 %            | 72 %      | 72 %      | 72 %          | 72 %          | 72 %          | -         | -         | -       | -       |      |   |   |

## Ergebnis
| Partei            | Partei               | Stimmen | Stimmen | Stimmen | Mandate | Mandate |
| Partei            | Partei               | Anzahl  | %       | +/−     | Anzahl  | +/−     |
| ----------------- | -------------------- | ------- | ------- | ------- | ------- | ------- |
|                   | SPD                  | 196.801 | 43,5    | +13,9   | 29      | +12     |
|                   | CDU                  | 129.154 | 28,5    | −12,2   | 19      | −5      |
|                   | AfD                  | 25.719  | 5,7     | −0,5    | 3       | ±0      |
|                   | Grüne                | 22.598  | 4,995   | +1,0    | —       | —       |
|                   | FDP                  | 21.618  | 4,8     | +1,5    | —       | —       |
|                   | Die LINKE            | 11.689  | 2,6     | −10,3   | —       | −7      |
|                   | Tierschutzpartei     | 10.391  | 2,3     | +2,3    | —       | —       |
|                   | Freie Wähler         | 7.636   | 1,7     | +1,3    | —       | —       |
|                   | dieBasis             | 6.448   | 1,4     | +1,4    | —       | —       |
|                   | bunt.saar            | 6.216   | 1,4     | +1,4    | —       | —       |
|                   | Die PARTEI           | 4.716   | 1,0     | +1,0    | —       | —       |
|                   | Familie              | 3.836   | 0,8     | +0,0    | —       | —       |
|                   | Volt                 | 2.645   | 0,6     | +0,6    | —       | —       |
|                   | Piraten              | 1.318   | 0,3     | −0,5    | —       | —       |
|                   | ÖDP                  | 613     | 0,1     | +0,1    | —       | —       |
|                   | SGV                  | 412     | 0,1     | +0,1    | —       | —       |
|                   | Gesundheitsforschung | 368     | 0,1     | +0,1    | —       | —       |
|                   | Die Humanisten       | 233     | 0,1     | +0,1    | —       | —       |
| Gesamt            | Gesamt               | 452.411 | 100     | —       | 51      | —       |
|                   |                      |         |         |         |         |         |
| Ungültige Stimmen | Ungültige Stimmen    | 5.702   | 1,2     | +0,0    |         |         |
| Wähler            | Wähler               | 458.113 | 61,4    | −8,3    |         |         |
| Wahlberechtigte   | Wahlberechtigte      | 746.307 |         |         |         |         |

### Ergebnisse in den Landtagswahlkreisen
| Wahlkreis   | Wahl- berechtigte | Wahl- beteiligung | CDU    | SPD    | Linke | AfD   | Grüne | FDP   | Tier  | FW    | Sonst. |
| ----------- | ----------------- | ----------------- | ------ | ------ | ----- | ----- | ----- | ----- | ----- | ----- | ------ |
| Saarbrücken | 235.008           | 58,2 %            | 25,5 % | 43,6 % | 3,1 % | 5,4 % | 6,6 % | 5,6 % | 2,4 % | 1,6 % | 6,2 %  |
| Saarlouis   | 228.026           | 62,2 %            | 28,8 % | 44,5 % | 2,3 % | 5,7 % | 3,9 % | 4,6 % | 2,6 % | 1,8 % | 5,8 %  |
| Neunkirchen | 283.274           | 63,4 %            | 30,7 % | 42,6 % | 2,4 % | 5,9 % | 4,6 % | 4,3 % | 2,0 % | 1,7 % | 5,8 %  |

### Besonderheiten
Mit 22,3 % blieben so viele Stimmen wie noch nie bei einer Wahl zu einem deutschen Landesparlament bei der Sitzverteilung wegen der Sperrklausel unberücksichtigt. Die Grünen lagen 23 Stimmen unter der Sperrklausel.

## Nach der Wahl
Vor der Wahl wurde über eine Große Koalition, entweder unter SPD- oder CDU-Führung, über eine rot-grüne Koalition und eine sozialliberale spekuliert, unter der Bedingung, dass die jeweils kleinere Partei auch im Parlament vertreten sein würde. Im Gegensatz zur letzten Landtagswahl, als über eine rot-rote Koalition diskutiert wurde, schloss die SPD dieses Mal eine Koalition mit der Linken aus.
Am Wahlabend zeichnete sich in den Prognosen schon eine knappe absolute Mandatsmehrheit für die SPD ab, die sich nach dem amtlichen Endergebnis noch vergrößerte, da FDP und Grüne nicht in den Landtag gewählt wurden. Daher strebte die SPD eine Alleinregierung an.
Einen Tag nach der Wahl kündigte Tobias Hans an, sich von seinem Amt als CDU-Landesvorsitzender zurückzuziehen. Ende Mai 2022 wurde Stephan Toscani zu seinem Nachfolger gewählt. Auch der Landesvorsitzende der Linken, Thomas Lutze, gab bekannt, beim nächsten Parteitag nicht erneut für den Landesvorsitz zu kandidieren. Im September 2022 wurde Barbara Spaniol zu seiner Nachfolgerin gewählt. Im April 2022 reichten mehrere Bürger aus dem Umfeld der – wegen 23 fehlender Stimmen an der Sperrklausel gescheiterten – Grünen bei der Landeswahlleitung eine Wahlprüfungsbeschwerde ein. Demnach soll der Illinger Bürgermeister Armin König, zugleich Spitzenkandidat von Bunt.saar im Wahlkreis Neunkirchen, auf unzulässige Weise Wahlwerbung betrieben haben. Zudem habe es in einigen Wahlbüros den falschen Hinweis gegeben, jeder Wähler habe zwei Stimmen.
Die konstituierende Sitzung des Landtages fand am 25. April 2022 statt. Heike Becker, Mitglied der SPD-Fraktion, die die CDU-Fraktion als stärkste Gruppierung im Landtag ablöste, wurde Präsidentin des saarländischen Landtags und übernahm das Amt von Stephan Toscani (CDU). Am selben Tag wählte der saarländische Landtag Anke Rehlinger (SPD) mit 32 von 51 abgegebenen Stimmen zur Ministerpräsidentin des Saarlandes. Sie erhielt somit mindestens drei Stimmen aus der Opposition, laut AfD-Fraktionschef Josef Dörr von seiner Fraktion. Am Tag danach wurde das Kabinett Rehlinger vereidigt.

### Wahlprogramme der Parteien
- Wahlprogramm CDU: Der Mensch im Mittelpunkt: Veränderungsagenda von CDU Saar und Tobias Hans - So geht Zukunft. (PDF; 761 kB)
- Wahlprogramm SPD: Unser Saarland Plan (PDF; 2,7 MB)
- Wahlprogramm LINKE: Die LINKE. Saar - verlässlich sozial! (PDF; 12,1 MB)
- Wahlprogramm AfD: Heimat ist wählbar!
- Wahlprogramm GRÜNE: Saarland: Nur mit Grün (PDF; 901 kB)
- Wahlprogramm FDP: Wahlprogramm der FDP Saarland zur Landtagswahl 2022 (PDF; 536 kB)
- Wahlprogramm Familie: „Starke Familien in einem zukunftsfähigen Saarland“ (PDF; 871 kB)
- Wahlprogramm Piraten: https://piraten.saarland/programm/
- Wahlprogramm Freie Wähler: Gemeinsam Zukunft gestalten (PDF; 610 kB)
- Wahlprogramm DieBasis: https://diebasis.saarland/landtagswahl-2022/themen-und-standpunkte/
- Wahlprogramm bunt.Saar: Programm (PDF; 690 kB)
- Wahlprogramm ÖDP: Weniger Worte, mehr Werte! (PDF; 1 MB)
- Wahlprogramm Humanisten: -
- Wahlprogramm PARTEI: Unser Programm
- Wahlprogramm Gesundheitsforschung: Wahlprogramm der Partei für Gesundheitsforschung für die Landtagswahl 2022 im Saarland
- Wahlprogramm Tierschutzpartei: Unser Wahlprogramm für die Landtagswahl am 27. März 2022 (PDF; 127 kB)
- Wahlprogramm SGV: -
- Wahlprogramm Volt: Es ist keine Politik. Es ist unsere Zukunft.  (PDF; 2,5 MB)